# ليونيل موسيفيتش
ليونيل موسيفيتش (بالإسبانية: Leonel Mosevich) (4 فبراير 1997 بلوماس دي ثامورا في الأرجنتين - ) هو لاعب كرة قدم أرجنتيني في مركز الدفاع.

## روابط خارجية
- ليونيل موسيفيتش على موقع قاعدة بيانات كرة القدم.إي يو (الإنجليزية)
- ليونيل موسيفيتش على موقع Soccerway.com (الإنجليزية)
- ليونيل موسيفيتش على موقع أوليمبيديا (الإنجليزية)